# Jure Robič
Jure Robič (né le 10 avril 1965 à Jesenice en Slovénie et mort le 24 septembre 2010)  est un coureur cycliste slovène. 

## Biographie
Jure Robič a gagné cinq fois la Race Across America, le record dans la catégorie solo homme, en 2004, 2005, 2007, 2008 et 2010. Il est mort renversé par un automobiliste alors qu'il s’entraînait. 

### Famille
Son frère cadet Saso Robič fut un très bon skieur dans les années 1980-1990.

## Palmarès
- 1989
  -  Champion de Slovénie sur route
- 1990
  -  Champion de Slovénie sur route
- 1991
  -  Champion de Slovénie du contre-la-montre
- 1992
  -  Champion de Slovénie sur route
  - Jadranska Magistrala
- 2004
  - Race Across America
- 2005
  - Race Across America
- 2007
  - Race Across America
- 2008
  - Race Across America
- 2010
  - Race Across America